# Rens nadant

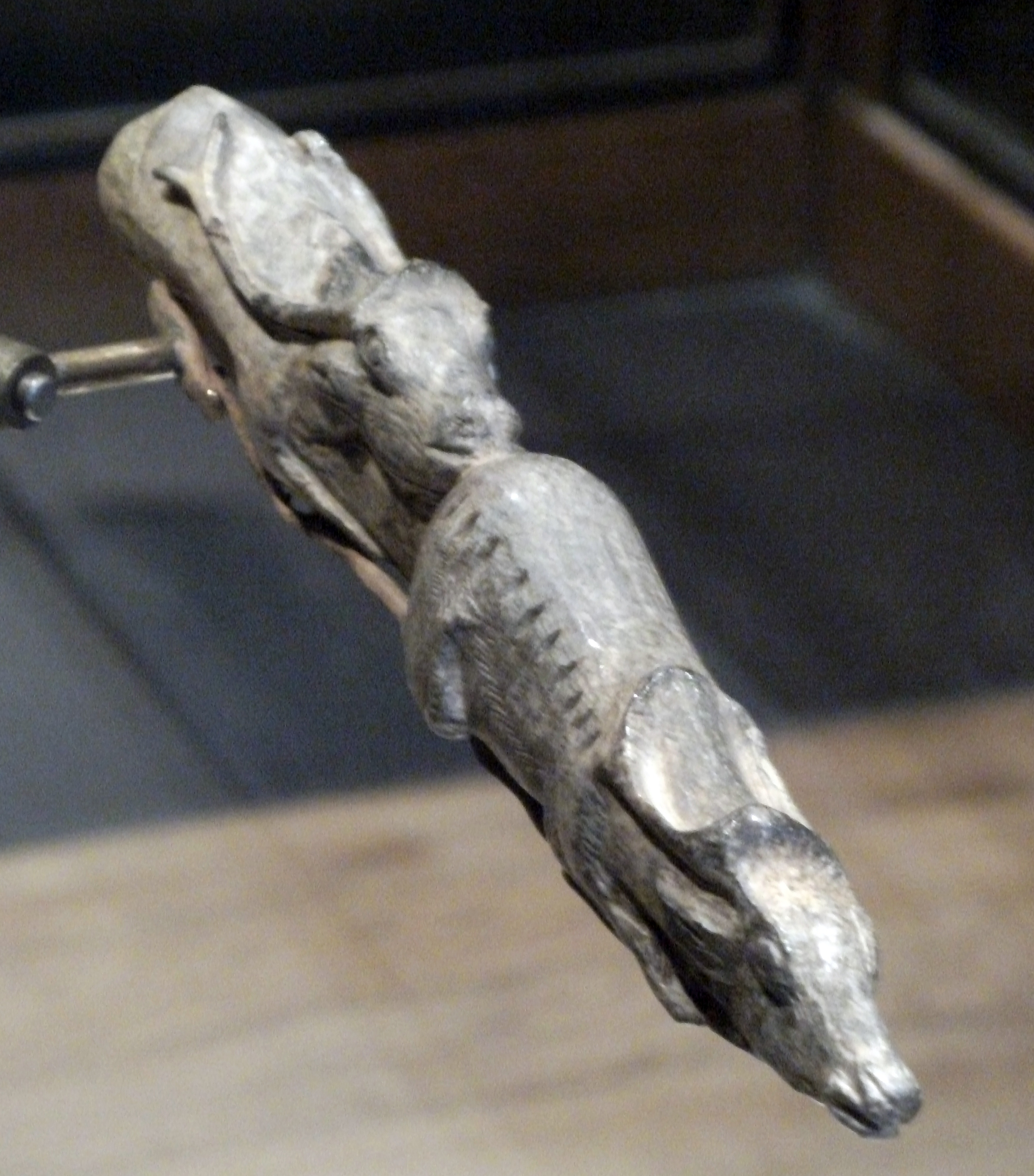
Escultura de dos rens nadant

Rens nadant és el nom amb què es coneix una escultura de 207 mm de llarg realitzada a la punta d'un ullal de mamut de 13000 anys (del magdalenià) que representa dos rens.
L'escultura, que es conserva al British Museum de Londres, es trobà a l'estat francés al 1866, i es conservava com dues peces separades fins que Henri Breuil s'adonà que formaven una sola escultura que representava dos rens un darrere de l'altre.

## Troballa
Les peces, les descobrí Peccadeau de l'Isle, al 1866, mentre buscava indicis d'humans primitius a les ribes del riu Avairon. De l'Isle era un enginyer que treballava en la construcció del ferrocarril a la zona i havia trobat diversos objectes de l'últim període glacial prop de Montastruc.
Després de publicar les seues dades, les peces s'exhibiren en l'Exposició Universal de París de 1867. Per ser una obra realitzada en les restes d'un animal extingit, aquesta troballa serví, amb el propulsor de llances trobat a la zona, fet amb l'asta d'un ren i que representa un mamut, com a prova que els humans havien viscut durant últim període glacial, a més de coexistir amb els mamuts.
Les dues peces foren adquirides pel British Museum al 1887. No seria fins a 1904, quan Henri Breuil visità el museu, que s'adonaren que en realitat era una escultura formada per una sola peça.

## Format
L'escultura consisteix en una femella seguida per un mascle. Tot i que tots dos porten astes, el mascle es distingeix per la grandària i els genitals, mentre que en la femella es veuen les mamelles. La representació dels rens nadant correspon a la seua migració a la tardor. El significat n'és important, ja que en aquesta època seria més fàcil caçar-los.